# Rhagio bicolor
Rhagio bicolor är en tvåvingeart som först beskrevs av Johann Wilhelm Meigen 1820.  Rhagio bicolor ingår i släktet Rhagio och familjen snäppflugor. Inga underarter finns listade i Catalogue of Life.